# Rue Celetná
La rue Celetná (Zeltnergasse) est une voie de Prague.
Située dans la Vieille Ville, elle relie la Place de la Vieille Ville à la Tour poudrière. C'est l'une des rues les plus anciennes de Prague, elle fait partie de la Voie Royale.

## Origine du nom
La rue est nommée d'après le pain qui était cuit au four dans la région au cours du Moyen Âge.

## Historique
Celetná est une ancienne route commerciale de Prague.  La rue est devenue une partie de la Voie Royale au XIVe siècle. Le Défilé du Couronnement descendait par Celetná.
Les Templiers l'ont utilisée pour tenir des réunions au Temple, au numéro 27. Après la fin des Templiers en 1312, les réunions secrètes ont été tenues par les Chevaliers au sous-sol. Le bâtiment est ensuite devenu un hôpital, puis une maison en 1784. Franz Kafka avait des liens avec la rue, après avoir été avocat au palais Pachta. Le palais du numéro 36 est l'ancien siège du Commandement Militaire de Prague, de 1784 jusqu'en 1849. Kafka a vécu de 1888 jusqu'en 1889 avec sa famille dans la maison Sixt au numéro 2. Il a vécu à partir de 1896 jusqu'en 1907, Aux Trois Rois, au numéro 3. À l'Ange d'Or, au numéro 29, est une ancienne auberge, qui a été habitée par Wolfgang Amadeus Mozart. À l'Aigle Rouge, au numéro 21, est un ancien café. Dans Le Miracle Secret de Jorge Luis Borges, le personnage principal, Jaromir Hladik, réside dans cette rue en mars 1939. L'italien Giovanni Battista Alliprandi a conçu le bâtiment numéro 12, le palais Hrzan de Harasov.

## Bâtiments remarquables
Architecturalement, de nombreuses maisons ont été rénovées dans les styles baroque et classique. Certains bâtiments ont encore des fondations romanes et gothiques. La Maison à la Vierge Noire est elle aussi située dans la rue.

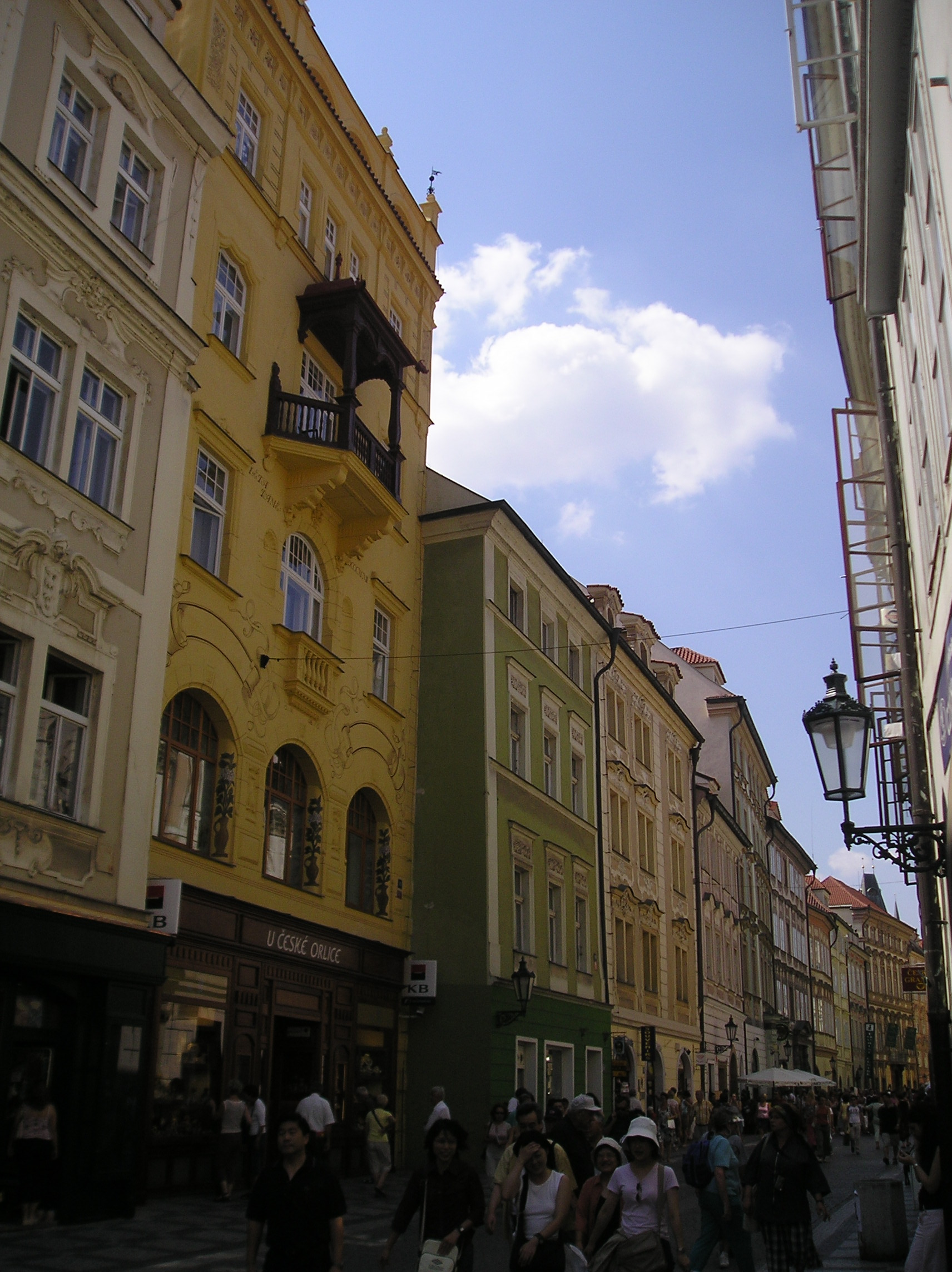
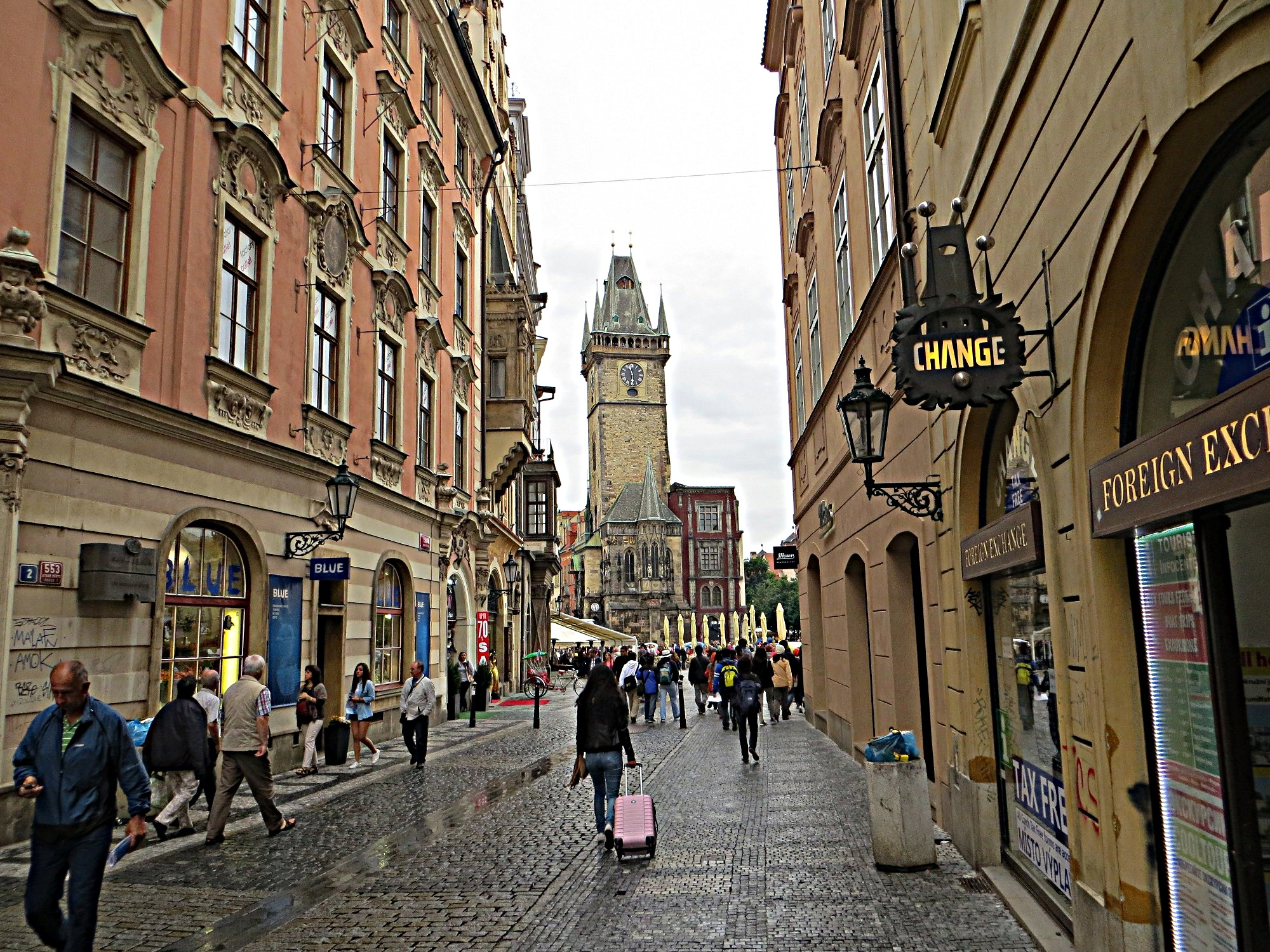
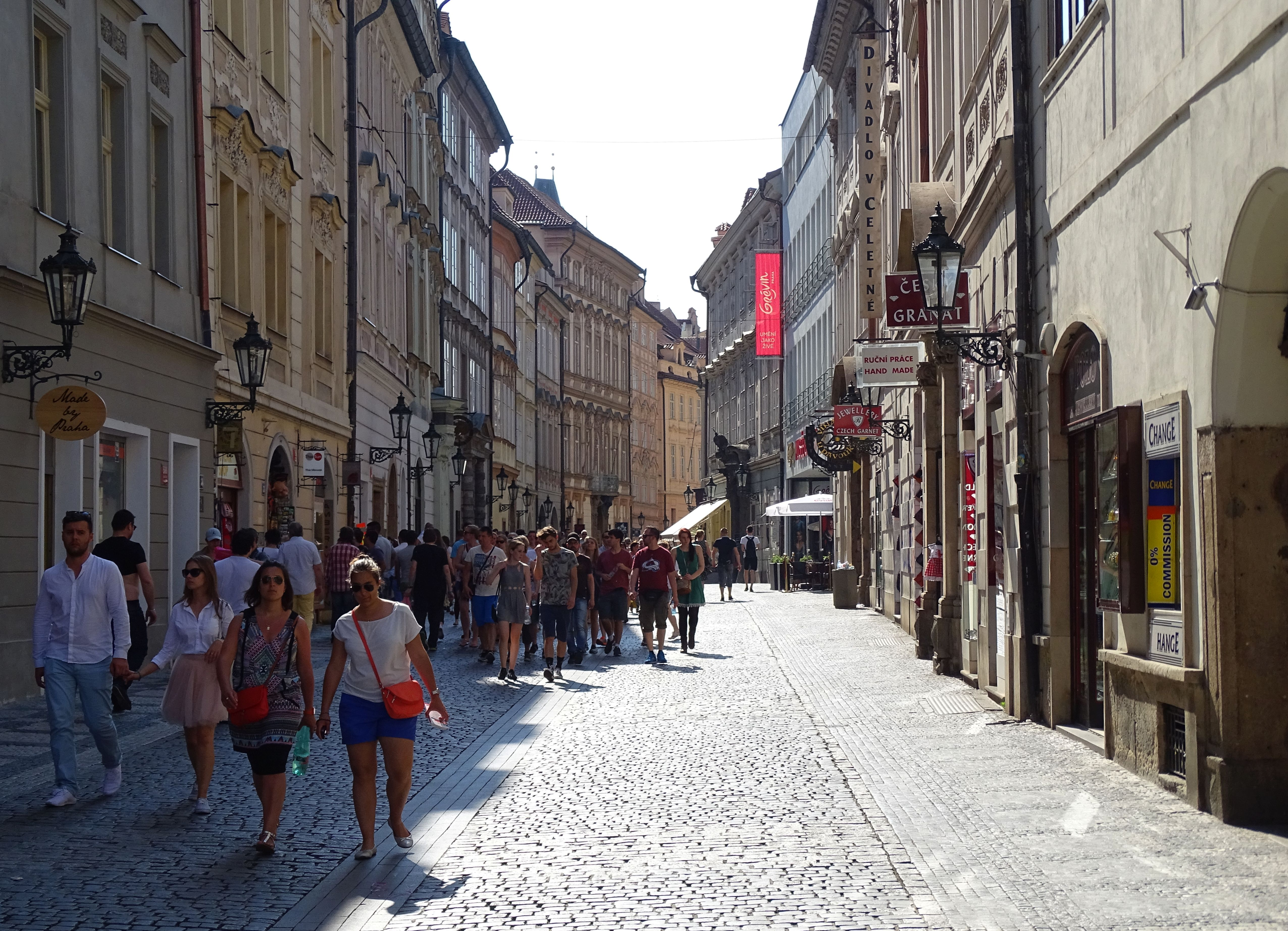
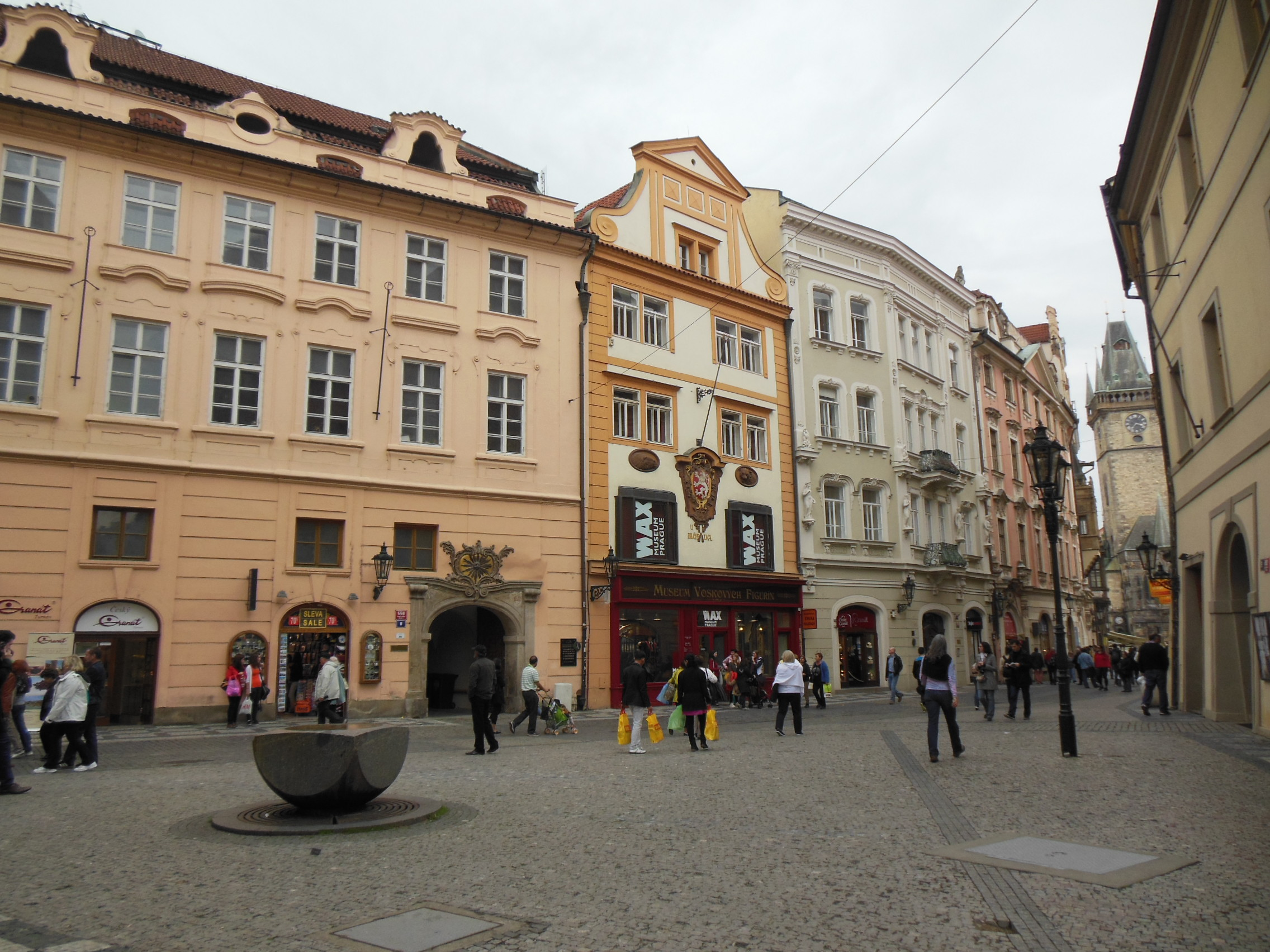
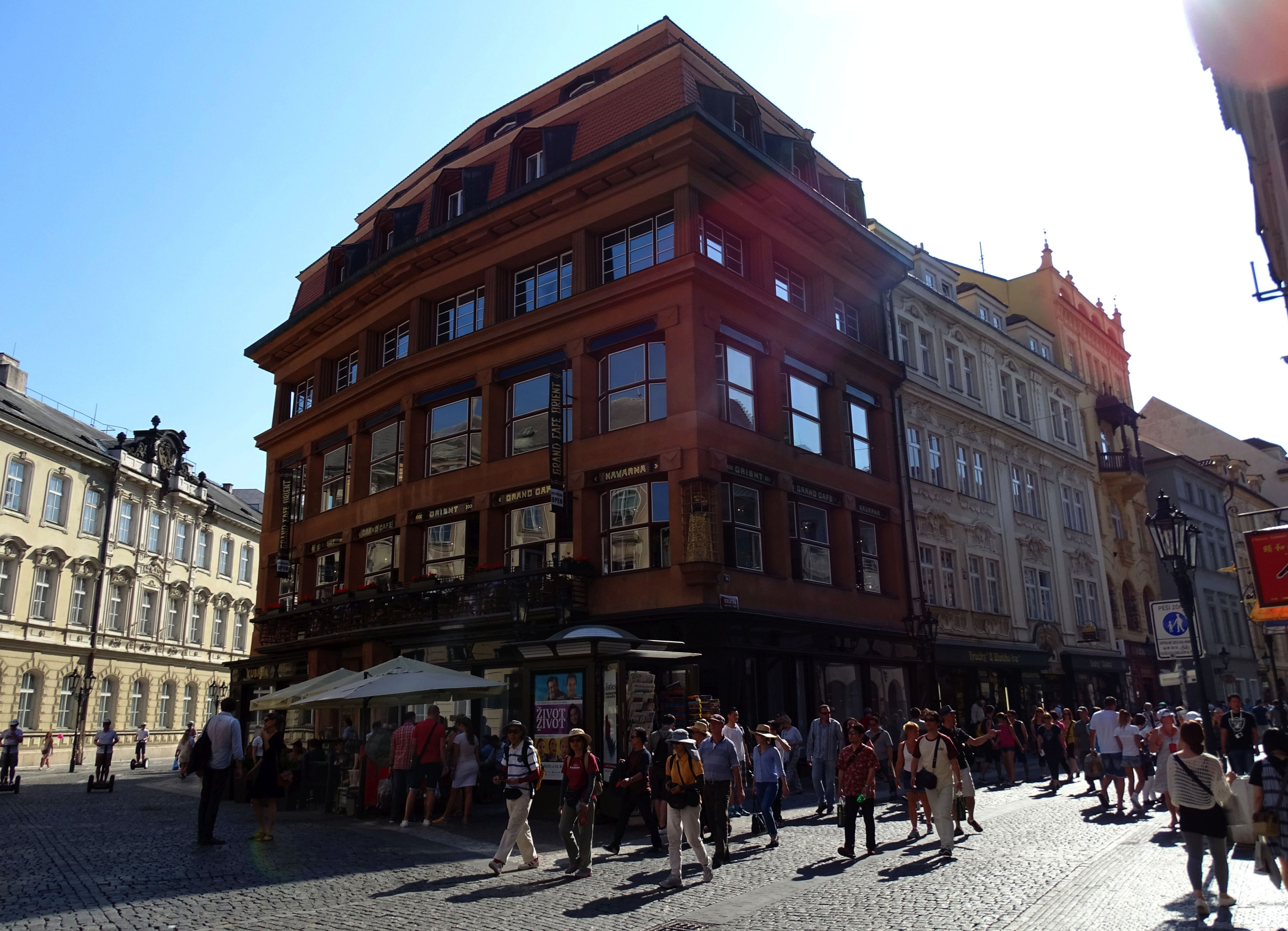
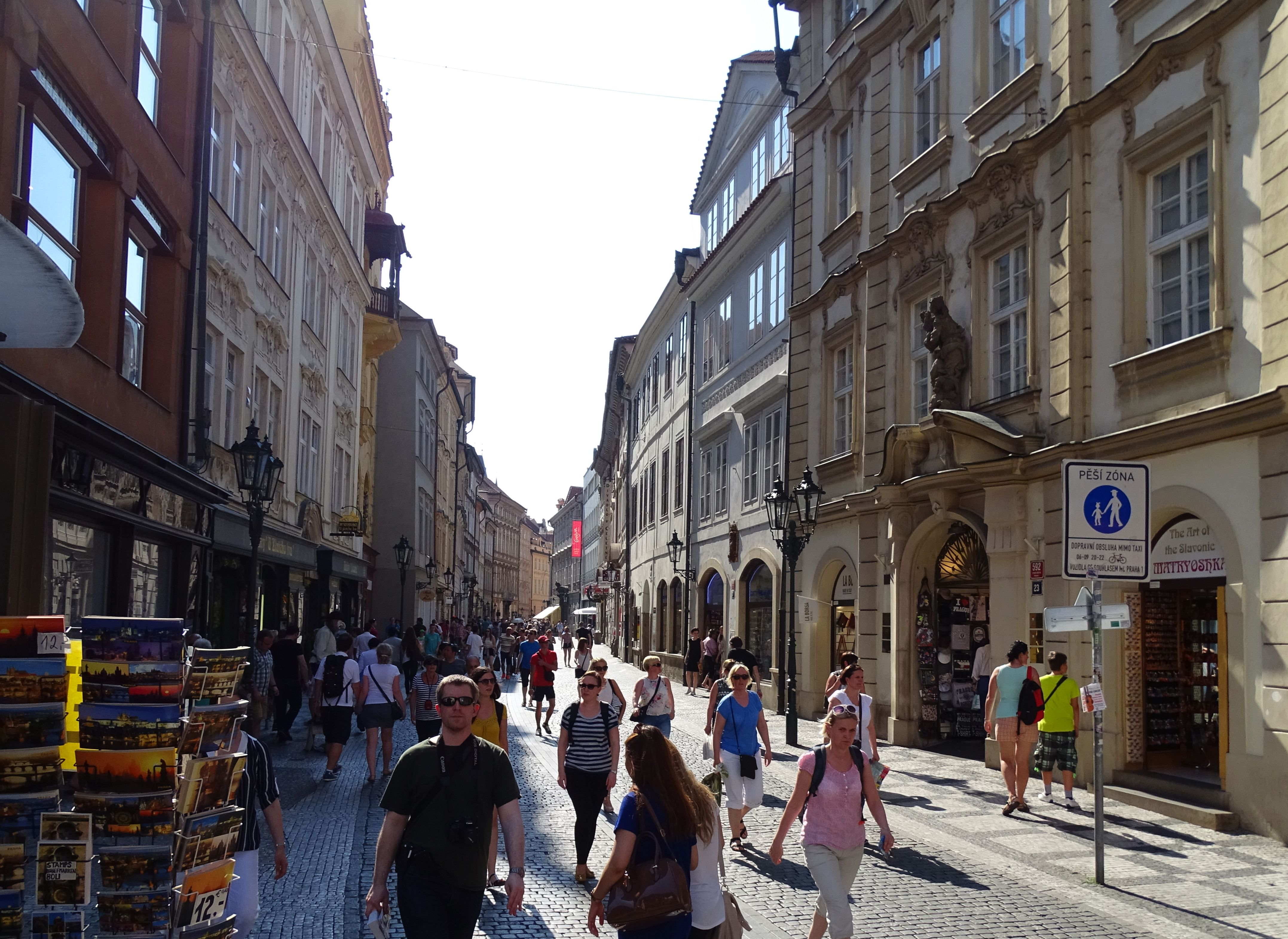